# أندريا هال (ممثلة)
أندريا هال (بالإنجليزية: Andrea Hall)‏ هي ممثلة أمريكية، ولدت في 31 أكتوبر 1947 في ميلواكي في الولايات المتحدة.

## وصلات خارجية
- أندريا هال (ممثلة) على موقع IMDb (الإنجليزية)
- أندريا هال (ممثلة) على موقع قاعدة بيانات الفيلم (الإنجليزية)